# (246821) Satyarthi
(246821) Satyarthi est un astéroïde de la ceinture principale.

## Description
(246821) Satyarthi est un astéroïde de la ceinture principale. Il fut découvert le 27 août 2009 à Vallemare Borbona par Vincenzo Silvano Casulli. Il présente une orbite caractérisée par un demi-grand axe de 3,08 UA, une excentricité de 0,14 et une inclinaison de 5,2° par rapport à l'écliptique.